# Jiapu (köpinghuvudort i Kina, Zhejiang Sheng, lat 31,10, long 119,94)
Jiapu (kinesiska: 夹浦, 夹浦镇) är en köpinghuvudort i Kina. Den ligger i provinsen Zhejiang, i den östra delen av landet, omkring 97 kilometer norr om provinshuvudstaden Hangzhou. Antalet invånare är 29 963. Befolkningen består av 14 693 kvinnor och 15 270 män. Barn under 15 år utgör 14,0 %, vuxna 15-64 år 75 %, och äldre över 65 år 10,0 %.
Runt Jiapu är det tätbefolkat, med 286 invånare per kvadratkilometer. Närmaste större samhälle är Dingshu, 19,0 km nordväst om Jiapu. Trakten runt Jiapu består till största delen av jordbruksmark.
Genomsnittlig årsnederbörd är 1 542 millimeter. Den regnigaste månaden är juli, med i genomsnitt 268 mm nederbörd, och den torraste är december, med 50 mm nederbörd.